# Бондарівська сільська рада (Коростенський район)
Бондарівська сільська рада — колишня адміністративно-територіальна одиниця та орган місцевого самоврядування у Коростенському районі, Коростенській міській раді Коростенської й Волинської округ Київської і Житомирської областей УРСР та України з адміністративним центром у с. Бондарівка.

## Населені пункти
Сільській раді підпорядковувались населені пункти:

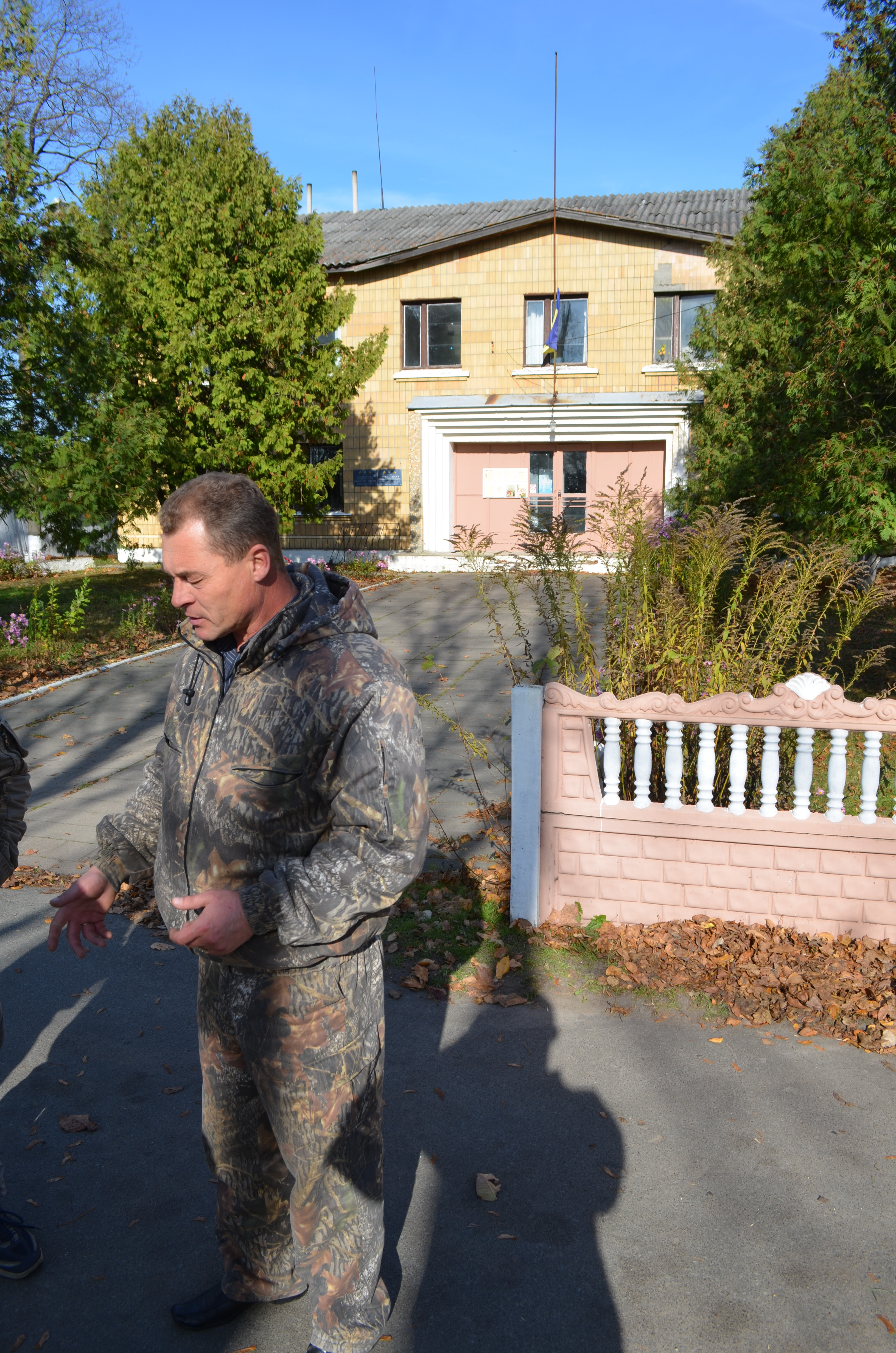
Голова сільської ради — Олександр Васильович Остапчук

- с. Бондарівка
- с-ще Броди
- с. Гулянка
- с. Іванопіль
- с-ще Нова Ушиця
- с. Охотівка
- с. Першотравневе
- с. Ушиця

## Населення
Кількість населення ради, станом на 1923 рік, становила 2 051 особу, кількість дворів — 329.
Відповідно до результатів перепису населення 1989 року, кількість населення ради, станом на 1 грудня 1989 року, складала 3 038 осіб.
Станом на 5 грудня 2001 року, відповідно до перепису населення України, кількість мешканців сільської ради складала 2 638 осіб.

## Керівний склад сільської ради
| ПІБ                           | Основні відомості                                                                                     | Дата обрання | Дата звільнення |
| ----------------------------- | --- | ------------ | --------------- |
| Остапчук Олександр Васильович | Сільський голова, 1966 року народження, освіта, член Партії національно-економічного розвитку України | 26.03.2006   | 31.10.2010      |
| Остапчук Олександр Васильович | Сільський голова, 1966 року народження, освіта вища, безпартійний                                     | 31.10.2010   | 25.10.2015      |
| Остапчук Олександр Васильович | Сільський голова, 1966 року народження, освіта вища, безпартійний                                     | 25.10.2015   | 28.07.2016      |

Примітка: таблиця складена за даними джерела

## Історія
Утворена 1923 року у складі с. Бондарівка та слободи Янушпіль Ушомирської волості Коростенського повіту Волинської губернії.
Відповідно до інформації довідника «Українська РСР. Адміністративно-територіальний поділ», станом на 1 вересня 1946 року сільрада входила до складу Коростенського району, на обліку в раді перебували с. Бондарівка та х. Іванопіль.
11 серпня 1954 року до складу ради включено села Гулянка та Ушиця ліквідованих Гулянської та Ушицької сільських рад. 7 січня 1963 року підпорядковано с. Охотівка ліквідованої Охотівської сільської ради Коростенського району. 27 червня 1969 року на облік до ради взято новостворені селища Броди та Ушицю. Останнє перейменоване в Нову Ушицю 20 січня 2005 року.
Станом на 1 січня 1972 року сільська рада входила до складу Коростенського району Житомирської області, на обліку в раді перебували села Бондарівка, Гулянка, Іванопіль, Охотівка, Першотравневе, Ушиця та селища Броди й Ушиця.
Припинила існування 27 грудня 2016 року внаслідок об'єднання до складу Ушомирської сільської територіальної громади Коростенського району Житомирської області.
Входила до складу Коростенського (Ушомирського) району (7.03.1923 р., 28.02.1940 р.) та Коростенської міської ради (1.06.1935 р.).